# Торсі (округ)
Округ Торсі (фр. Arrondissement de Torcy) — округ у Франції, в департаменті Сена і Марна. 2023 року округ об'єднував 50 муніципалітетів, населення становило 460 289 осіб.
Адміністративний центр (супрефектура) — Торсі.

## Муніципалітети
Список муніципалітетів округу та їхні коди INSEE:
1. Баї-Роменвільє (77018)
2. Брі-Конт-Робер (77053)
3. Бру-сюр-Шантерен (77055)
4. Бюссі-Сен-Жорж (77058)
5. Бюссі-Сен-Мартен (77059)
6. Вер-сюр-Марн (77479)
7. Вільнев-ле-Конт (77508)
8. Вільнев-Сен-Дені (77510)
9. Германт (77221)
10. Гретз-Арменвільє (77215)
11. Гуверн (77209)
12. Даммар (77155)
13. Еблі (77171)
14. Емеренвіль (77169)
15. Жаблін (77234)
16. Жоссіньї (77237)
17. Карнетен (77062)
18. Коллеж'ян (77121)
19. Конш-сюр-Гондуар (77124)
20. Круассі-Бобур (77146)
21. Кувре (77132)
22. Куртрі (77139)
23. Ланьї-сюр-Марн (77243)
24. Лезіньї (77249)
25. Лесш (77248)
26. Лонь (77258)
27. Маньї-ле-Онгр (77268)
28. Монтеврен (77307)
29. Монтрі (77315)
30. Нуазьєль (77337)
31. Озуар-ла-Ферр'єр (77350)
32. Помпонн (77372)
33. Понкарре (77374)
34. Понто-Комбо (77373)
35. Руассі-ан-Брі (77390)
36. Сен-Жермен-сюр-Морен (77413)
37. Сен-Тібо-де-Вінь (77438)
38. Сервон (77450)
39. Серріс (77449)
40. Ториньї-сюр-Марн (77464)
41. Торсі (77468)
42. Турнан-ан-Брі (77470)
43. Фероль-Аттії (77180)
44. Ферр'єр-ан-Брі (77181)
45. Шаліфер (77075)
46. Шам-сюр-Марн (77083)
47. Шантлу-ан-Брі (77085)
48. Шеврі-Коссіньї (77114)
49. Шель (77108)
50. Шессі (77111)